# Marco Binda
Marco Binda (15 maggio 1942 – 26 ottobre 2010) è stato un cestista italiano.

## Carriera
Ha vinto 5 scudetti, tutti con la maglia dell'Olimpia Milano: 1961-62, 1962-63, 1964-65, 1965-66 e 1966-67.
Sempre con Milano ha vinto la Coppa Campioni 1965-66.

## Palmarès
- Campionato italiano: 1

Olimpia Milano: 1964-65
- Coppa dei Campioni: 1

Olimpia Milano: 1965-66